# Liste der Windmühlen in Mecklenburg-Vorpommern
Die Liste der Windmühlen in Mecklenburg-Vorpommern gibt einen Überblick über die bekannten Windmühlen unterschiedlichen Erhaltungszustandes im Land Mecklenburg-Vorpommern.

## Hansestadt Rostock
Link zu einem Kartenansichtstool, um Koordinaten zu setzen.
| Bild                              | Mühle         | Lage                                                                                        | Typ                     | Erbaut  | Bemerkungen |
| --------------------------------- | ------------- | ------------------------------------------------------------------------------------------- | ----------------------- | ------- | --- |
| Fotos hochladen                   |               | Dierkow, Ludwig-Feuerbach-Weg 15a (54° 5′ 19″ N, 12° 7′ 1″ O)                               | Sockelgeschossholländer | um 1880 | Gaststätte, denkmalgeschützt |
| Fotos hochladen                   |               | Evershagen, Mühlenstraße in der Kleingartenanlage An der Mühle (54° 6′ 46″ N, 12° 2′ 34″ O) | Galerieholländer        | 1866    | Ruine, denkmalgeschützt |
| Fotos hochladen                   |               | Dierkow (54° 6′ 36″ N, 12° 9′ 10″ O)                                                        | Sockelgeschossholländer |         | Restaurant |
| BW                                | Conrady-Mühle | Rostock Schwaaner Landstraße (54° 4′ 13″ N, 12° 8′ 15″ O)                                   | Galerieholländer        | 1864    | mit Anbau und Stumpf, zur motorbetriebenen Mühle ausgebaut, bis 1993 in Betrieb, 2001 abgetragen, Stumpf nahe Eckernförde wiedererrichtet |
| weitere Bilder \| Fotos hochladen | Meyers Mühle  | Warnemünde, Mühlenstraße 44b (54° 10′ 32″ N, 12° 4′ 48″ O)                                  | Galerieholländer        | 1860    | zur Gaststätte ausgebaut, denkmalgeschützt                                                                                                |

## Schwerin
| Bild            | Mühle         | Lage                                                          | Typ              | Erbaut | Bemerkungen                                                                                   |
| --------------- | ------------- | ------------------------------------------------------------- | ---------------- | ------ | --------------------------------------------------------------------------------------------- |
| Fotos hochladen | Bischofsmühle | Schwerin (53° 38′ 2″ N, 11° 24′ 29″ O)                        | Bockwindmühle    | 1711   | 1893 abgebrochen. Bahnhofsgelände beim Louisenplatz (später Grunthalplatz)                    |
| BW              | Bischofsmühle | Schwerin, Pestalozzistraße 9/11 (53° 38′ 9″ N, 11° 24′ 15″ O) | Galerieholländer |        | aus Ziegelstein gemauertes Untergeschoss, am 19. Juni 1911 abgebrannt, umgebaut zum Wohnhaus. |

## Landkreis Ludwigslust-Parchim
Link zu einem Kartenansichtstool, um Koordinaten zu setzen.
| Bild                              | Mühle                                      | Lage                                                                | Typ                     | Erbaut | Bemerkungen                                                                  |
| --------------------------------- | ------------------------------------------ | ------------------------------------------------------------------- | ----------------------- | ------ | ---------------------------------------------------------------------------- |
| weitere Bilder \| Fotos hochladen | Banzkower Mühle auch: Lewitzmühle Wikidata | Banzkow (53° 31′ 17″ N, 11° 30′ 17″ O)                              | Galerieholländer        |        | Heute Teil einer Gaststätte                                                  |
| Fotos hochladen                   |                                            | Besitz, Kurt-Bürger-Straße 1B (53° 20′ 41″ N, 10° 51′ 45″ O)        | Sockelgeschossholländer |        |                                                                              |
| BW                                |                                            | Klüß, Brunow, gegenüber Dorfstraße 10 (53° 13′ 46″ N, 11° 49′ 6″ O) | Sockelgeschossholländer |        | verfallen                                                                    |
| weitere Bilder \| Fotos hochladen |                                            | Dabel (53° 40′ 27″ N, 11° 53′ 11″ O)                                | Galerieholländer        | 1892   |                                                                              |
| weitere Bilder \| Fotos hochladen |                                            | Goldenbow, Friedrichsruhe (53° 32′ 10″ N, 11° 45′ 24″ O)            | Galerieholländer        |        |                                                                              |
| BW                                |                                            | Gallin (53° 30′ 30″ N, 12° 7′ 29″ O)                                | Galerieholländer        |        |                                                                              |
| Fotos hochladen                   |                                            | Grebbin, Obere Warnow (53° 30′ 33″ N, 11° 51′ 33″ O)                | Sockelgeschossholländer |        |                                                                              |
| weitere Bilder \| Fotos hochladen |                                            | Ruchow, Mustin (53° 42′ 59″ N, 11° 58′ 57″ O)                       | Sockelgeschossholländer |        | seit 2017 Wiederherstellung                                                  |
| Fotos hochladen                   |                                            | Polz, Dömitz (53° 7′ 15″ N, 11° 21′ 32″ O)                          | Sockelgeschossholländer |        |                                                                              |
| weitere Bilder \| Fotos hochladen | Windmühle (Wittenburg)                     | Wittenburg (53° 30′ 0″ N, 11° 5′ 35″ O)                             | Sockelgeschossholländer | 1890   |                                                                              |
| weitere Bilder \| Fotos hochladen | Windmühle Kummer                           | Kummer, Ludwigslust (53° 19′ 46″ N, 11° 22′ 56″ O)                  | Turmholländer           | 1880   | vormals umgebaut zu einer motorbetriebenen Mühle, jetzt Nutzung als Wohnhaus |
| BW                                |                                            | Kladrum, Kladrum (53° 33′ 45″ N, 11° 47′ 53″ O)                     | Sockelgeschossholländer |        | Sockel, umgebaut zu einem Wohnhaus                                           |
| Fotos hochladen                   | Windmühle Goldberg Wikidata                | Goldberg (53° 35′ 6″ N, 12° 6′ 18″ O)                               | Galerieholländer        |        | Von 1863, 2008–2010 saniert und Umbau zu Ferienwohnungen, denkmalgeschützt   |

## Landkreis Mecklenburgische Seenplatte
Link zu einem Kartenansichtstool, um Koordinaten zu setzen.
| Bild                              | Mühle                           | Lage                                                                 | Typ              | Erbaut | Bemerkungen |
| --------------------------------- | ------------------------------- | -------------------------------------------------------------------- | ---------------- | ------ | --- |
| Fotos hochladen                   |                                 | Alt Schwerin (53° 30′ 49″ N, 12° 21′ 28″ O)                          | Erdholländer     |        | umgesetzt, Agrarhistorisches Museum Alt Schwerin (heute Agroneum)                                                           |
| Fotos hochladen                   |                                 | Altkalen (53° 54′ 10″ N, 12° 44′ 51″ O)                              | Hochholländer    | 1913   | restauriert |
| BW                                |                                 | Beggerow (53° 49′ 53″ N, 13° 3′ 12″ O)                               | Erdholländer     |        | Umgebaut zu einem Wohnhaus                                                                                                  |
| BW                                |                                 | Mühlenhagen, Burow (53° 43′ 58″ N, 13° 16′ 14″ O)                    | Erdholländer     |        | baufällig |
| weitere Bilder \| Fotos hochladen |                                 | Carwitz, Feldberger Seenlandschaft (53° 17′ 58″ N, 13° 25′ 58″ O)    | Turmholländer    |        | |
| BW                                |                                 | Letzin, Gnevkow, 1875 (53° 46′ 38″ N, 13° 12′ 34″ O)                 | Erdholländer     |        | Umgebaut zu einem Wohnhaus                                                                                                  |
| BW                                |                                 | Dargun (53° 54′ 19″ N, 12° 51′ 42″ O)                                | Erdholländer     |        | Umgebaut zu einem Wohnhaus                                                                                                  |
| weitere Bilder \| Fotos hochladen |                                 | Hasselförde, Feldberger Seenlandschaft (53° 17′ 7″ N, 13° 17′ 49″ O) | Turmholländer    |        | umgebaut zu einem Wohnhaus                                                                                                  |
| Fotos hochladen                   |                                 | Friedland (53° 40′ 22″ N, 13° 32′ 38″ O)                             | Erdholländer     |        | |
| Fotos hochladen                   | Gaarzer Mühle                   | Gaarzer Mühle, Lärz (53° 19′ 9″ N, 12° 41′ 53″ O)                    | Erdholländer     | 1805   | Mahlbetrieb bis 1960, zu Ferienwohnungen ausgebaut                                                                          |
| Fotos hochladen                   | Schamper Mühle                  | Gotthun (53° 24′ 48″ N, 12° 34′ 22″ O)                               | Erdholländer     |        | |
| BW                                | Stadtwindmühle Malchow          | Malchow (53° 28′ 47″ N, 12° 25′ 16″ O)                               | Galerieholländer |        | Umgebaut zu einer motorbetriebenen Mühle                                                                                    |
| BW                                | Mühle Woller                    | Meesiger (53° 49′ 18″ N, 12° 56′ 2″ O)                               | Erdholländer     |        | Ruine 2006 zusammengebrochen                                                                                                |
| BW                                | Rote Mühle                      | Neukalen (53° 48′ 58″ N, 12° 47′ 50″ O)                              | Erdholländer     | 1880   | umgebaut zu einem Wohnhaus                                                                                                  |
| Fotos hochladen                   |                                 | Neustrelitz (Strelitz Alt) (53° 20′ 30″ N, 13° 6′ 16″ O)             | Turmholländer    |        | Ruine. Letzte von einst mehreren ihrer Art auf dem Mühlenberg in Strelitz-Alt hinter dem Friedhof in der Carl-Meier-Straße. |
| weitere Bilder \| Fotos hochladen | Röbeler Stadtmühle              | Röbel/Müritz (53° 22′ 46″ N, 12° 36′ 31″ O)                          | Galerieholländer |        | Nutzung für Ausstellungen                                                                                                   |
| Fotos hochladen                   | Mühle Henkel                    | Friedland (53° 40′ 22″ N, 13° 32′ 38″ O)                             | Turmholländer    |        | |
| weitere Bilder \| Fotos hochladen | Buddesche Mühle (Museumsmühle)  | Woldegk (53° 27′ 47″ N, 13° 34′ 43″ O)                               | Erdholländer     | 1883   | im Inneren nahezu vollständig erhalten                                                                                      |
| weitere Bilder \| Fotos hochladen | Ehlertsche Mühle                | Woldegk (53° 27′ 37″ N, 13° 35′ 11″ O)                               | Erdholländer     | 1886   | Schaumühle, Innen nahezu vollständig erhalten                                                                               |
| Fotos hochladen                   | Fröhlckesche Mühle (Seemühle)   | Woldegk (53° 27′ 45″ N, 13° 35′ 40″ O)                               | Galerieholländer |        | Technik teilweise erhalten                                                                                                  |
| Fotos hochladen                   | Gotthunskampmühle (Töpfermühle) | Woldegk (53° 27′ 20″ N, 13° 34′ 59″ O)                               | Turmholländer    | 1895   | Umgebaut zu einem Wohnhaus                                                                                                  |
| Fotos hochladen                   | Kreienbringsche Mühle           | Woldegk (53° 27′ 43″ N, 13° 34′ 20″ O)                               | Turmholländer    |        | Ruine. Ehemals 2 Windrosen, bei Kriegshandlungen zerstört.                                                                  |
| weitere Bilder \| Fotos hochladen | Stadtmühle Malchow              | Malchow (53° 28′ 47″ N, 12° 25′ 16″ O)                               | Galerieholländer |        | restauriert |
| BW                                | Windmühle Demmin                | Demmin (53° 54′ 28″ N, 13° 3′ 6″ O)                                  | Galerieholländer |        | Bestandteil eines Hotels |
| BW                                |                                 | Siedenbollentin (53° 43′ 33″ N, 13° 22′ 58″ O)                       | Erdholländer     |        | umgebaut zu einem Wohnhaus                                                                                                  |
| BW                                | Onkel Tom's Mühle               | Törpin, Törpin (53° 47′ 3″ N, 13° 4′ 17″ O)                          | Erdholländer     |        | umgebaut zur Ferienwohnung                                                                                                  |
| BW                                | Mühle Beckenkrug                | Varchentin, Groß Plasten (53° 34′ 12″ N, 12° 51′ 39″ O)              | Erdholländer     |        | umgebaut zu einem Wohnhaus                                                                                                  |
| BW                                |                                 | Verchen (53° 50′ 46″ N, 12° 54′ 45″ O)                               | Erdholländer     |        | Ruine zusammengebrochen |
| BW                                |                                 | Friedrichshof, Wolde (53° 41′ 42″ N, 13° 2′ 0″ O)                    | Erdholländer     |        | umgebaut zu einem Wohnhaus                                                                                                  |
| Fotos hochladen                   | Windmühle und Mühlencafé        | Woldegk (53° 27′ 51″ N, 13° 34′ 39″ O)                               | Turmholländer    | 1859   | Nutzung als Café |

## Nordwestmecklenburg
Link zu einem Kartenansichtstool, um Koordinaten zu setzen.
| Bild                              | Mühle               | Lage                                                   | Typ                     | Erbaut | Bemerkungen                                                                        |
| --------------------------------- | ------------------- | ------------------------------------------------------ | ----------------------- | ------ | ---------------------------------------------------------------------------------- |
| BW                                | Robertsdorfer Mühle | Alt Farpen, Blowatz (53° 57′ 57″ N, 11° 33′ 4″ O)      | Sockelgeschossholländer |        | 1978 verbrannt. In den 1990er Jahren wurde der Mühlenstumpf als Wohnung ausgebaut. |
| Fotos hochladen                   |                     | Dorf Mecklenburg (53° 50′ 47″ N, 11° 27′ 43″ O)        | Sockelgeschossholländer |        | heute Teil einer Gaststätte                                                        |
| weitere Bilder \| Fotos hochladen |                     | Grevesmühlen (53° 52′ 9″ N, 11° 11′ 4″ O)              | Galerieholländer        |        |                                                                                    |
| weitere Bilder \| Fotos hochladen |                     | Klütz (53° 58′ 15″ N, 11° 9′ 43″ O)                    | Galerieholländer        |        | heute Teil einer Gaststätte                                                        |
| Fotos hochladen                   |                     | Jammersdorf, Bobitz (53° 46′ 17″ N, 11° 21′ 18″ O)     | Erdholländer            |        | zum Atelier eines Malers und Bildhauers umfunktioniert, Flügelreste erhalten       |
| weitere Bilder \| Fotos hochladen |                     | Stove, Boiensdorf (54° 0′ 12″ N, 11° 32′ 44″ O)        | Sockelgeschossholländer |        | Wiederhergestellt                                                                  |
| weitere Bilder \| Fotos hochladen |                     | Nantrow, Neuburg (53° 59′ 11″ N, 11° 37′ 52″ O)        | Sockelgeschossholländer |        | Wiederhergestellt                                                                  |
| BW                                |                     | Neukloster (53° 52′ 11″ N, 11° 40′ 29″ O)              | Galerieholländer        |        | Umgebaut zu einem Wohnhaus                                                         |
| weitere Bilder \| Fotos hochladen |                     | Grevenstein, Roggenstorf (53° 55′ 23″ N, 11° 4′ 38″ O) | Sockelgeschossholländer |        | Umgebaut zu einem Wach-/Aussichtsturm                                              |

## Landkreis Rostock
Link zu einem Kartenansichtstool, um Koordinaten zu setzen.
| Bild                              | Mühle                                  | Lage                                                                     | Typ                     | Erbaut  | Bemerkungen                                                                                                  |
| --------------------------------- | -------------------------------------- | ------------------------------------------------------------------------ | ----------------------- | ------- | --- |
| BW                                |                                        | Altenhagen, Kröpelin (54° 1′ 34″ N, 11° 47′ 18″ O)                       | Paltrockwindmühle       |         | nur geringe Reste erhalten                                                                                   |
| Fotos hochladen                   |                                        | Blankenhagen (54° 10′ 19″ N, 12° 20′ 49″ O)                              | Galerieholländer        | um 1890 | Umgebaut zu einem Wohnhaus                                                                                   |
| BW                                |                                        | Laage (53° 55′ 57″ N, 12° 20′ 53″ O)                                     | Galerieholländer        |         | 1997 nach Brandanschlag ausgebrannt, Mauerreste erhalten                                                     |
| weitere Bilder \| Fotos hochladen | Kröpeliner Mühle Wikidata              | Kröpelin (54° 4′ 13″ N, 11° 48′ 6″ O)                                    | Galerieholländer        | 1904    | Umgebaut zu einem Wohnhaus                                                                                   |
| Fotos hochladen                   |                                        | Neu Vorwerk, Boddin (53° 55′ 38″ N, 12° 35′ 33″ O)                       | Erdholländer            |         | Links im Bild, wird zurzeit saniert                                                                          |
| BW                                |                                        | Klein Grenz, Bröbberow, Dorfstraße 1 (53° 57′ 11″ N, 11° 59′ 15″ O)      |                         |         | Bauernstelle mit altem Windrad. Denkmalgeschützt.                                                            |
| Fotos hochladen                   |                                        | Groß Lantow, Dolgen am See (53° 56′ 33″ N, 12° 18′ 18″ O)                | Erdholländer            |         | Umgebaut zu einem Wohnhaus                                                                                   |
| Fotos hochladen                   |                                        | Gnoien (53° 58′ 1″ N, 12° 42′ 4″ O)                                      | Erdholländer            |         | Durch Gastronomiebetrieb genutzt                                                                             |
| BW                                |                                        | Neu Rachow, Groß Roge (53° 47′ 22″ N, 12° 26′ 40″ O)                     | Erdholländer            | 1867    | Betrieb bis 1944 mit Windkraft, Gewittersturmschaden. Danach bis 1989 Motormühle (Dampf, später Dieselmotor) |
| BW                                |                                        | Kessin, Dummerstorf (54° 3′ 30″ N, 12° 11′ 9″ O)                         |                         |         | Ruine |
| Fotos hochladen                   |                                        | Mamerow, Lalendorf (53° 43′ 40″ N, 12° 26′ 48″ O)                        | Erdholländer            |         | Umgebaut zu einem Wohnhaus                                                                                   |
| BW                                | Mühle Pölitz                           | Tolzin, Lalendorf (53° 49′ 49″ N, 12° 24′ 48″ O)                         | Erdholländer            |         | Ruine |
| Fotos hochladen                   |                                        | Satow (53° 59′ 24″ N, 11° 53′ 38″ O)                                     | Galerieholländer        | 1849    | Sockel, umgebaut zu einem Wohnhaus                                                                           |
| Fotos hochladen                   | Mühle Niemann                          | Kröpelin (54° 4′ 34″ N, 11° 47′ 34″ O)                                   | Erdholländer            | 1876    | Umgebaut zu einem Wohnhaus                                                                                   |
| weitere Bilder \| Fotos hochladen | Rövershagener Mühle                    | Rövershagen (54° 9′ 48″ N, 12° 14′ 14″ O)                                | Erdholländer            | 1881    | restauriert, mit neuem Flügelkreuz windgängig                                                                |
| Fotos hochladen                   |                                        | Walkendorf (53° 57′ 24″ N, 12° 32′ 46″ O)                                | Hochholländer           |         | Achtkant und Kappe demontiert um eine Windmühle in den Niederlanden wieder aufzubauen, Unterbau ohne Nutzung |
| Fotos hochladen                   | Mühle Lüth                             | Wardow (53° 56′ 15″ N, 12° 24′ 7″ O)                                     | Erdholländer            |         | Ruine |
| Fotos hochladen                   |                                        | Neu Vorwerk, Boddin (53° 55′ 38″ N, 12° 35′ 33″ O)                       | Galerieholländer        |         | Rechts im Bild, wird zurzeit saniert                                                                         |
| Fotos hochladen                   | Jörnstorfer Mühle                      | Berghausen, Neubukow, Berghausener Straße 8 (54° 2′ 21″ N, 11° 41′ 6″ O) | Turmholländer           |         | |
| weitere Bilder \| Fotos hochladen | Brunshövener Mühle                     | Kühlungsborn (54° 8′ 32″ N, 11° 45′ 35″ O)                               | Erdholländer            | 1875    | beherbergt 3 Ferienwohnungen                                                                                 |
| Fotos hochladen                   | Buschkuhnsdorfer Mühle                 | Steffenshagen (54° 6′ 3″ N, 11° 50′ 2″ O)                                | Bockwindmühle           | 1998    | umgesetzt aus dem sachsen-anhaltischen Buschkuhnsdorf, restauriert                                           |
| Fotos hochladen                   | Lichtenhagener Mühle                   | Lichtenhagen, Elmenhorst/Lichtenhagen (54° 8′ 52″ N, 12° 1′ 38″ O)       | Galerieholländer        | 1878    | Umgebaut zu einem Wohnhaus (rechts im Bild)                                                                  |
| Fotos hochladen                   | Lido Mühle                             | Lichtenhagen, Elmenhorst/Lichtenhagen (54° 8′ 53″ N, 12° 1′ 37″ O)       | Sockelgeschossholländer | 1836    | Umgebaut zu einem Wohnhaus (links im Bild)                                                                   |
| Fotos hochladen                   | Mühle Arnholt                          | Neu Thulendorf, Thulendorf (54° 5′ 55″ N, 12° 19′ 23″ O)                 | Galerieholländer        | 1906    | Umgebaut zu einem Wohnhaus                                                                                   |
| Fotos hochladen                   | Mühle Graal                            | Graal-Müritz (54° 14′ 55″ N, 12° 14′ 19″ O)                              | Hochholländer           | um 1860 | Umgebaut zu einem Wohnhaus                                                                                   |
| Fotos hochladen                   | Mühle Neubukow Blohm Mühle Evers Mühle | Neubukow (54° 2′ 8″ N, 11° 39′ 56″ O)                                    | Galerieholländer        | 1910    | im Inneren nahezu vollständig erhalten, umgebaut zu einem Wohnhaus                                           |
| Fotos hochladen                   | Restmühle                              | Blankenhagen (54° 10′ 19″ N, 12° 20′ 48″ O)                              | Erdholländer            | um 1860 | wird zurzeit saniert                                                                                         |
| BW                                | Sandra                                 | Zepelin (53° 50′ 11″ N, 12° 2′ 51″ O)                                    | Erdholländer            |         | umgebaut zu einem Wohnhaus                                                                                   |

## Landkreis Vorpommern-Greifswald
Link zu einem Kartenansichtstool, um Koordinaten zu setzen.
| Bild                              | Mühle                 | Lage                                                                            | Typ                     | Erbaut | Bemerkungen                                                                                               |
| --------------------------------- | --------------------- | ------------------------------------------------------------------------------- | ----------------------- | ------ | --- |
| Fotos hochladen                   |                       | Alt Tellin (53° 50′ 39″ N, 13° 14′ 24″ O)                                       | Galerieholländer        |        | |
| Fotos hochladen                   |                       | Altwarp (53° 44′ 33″ N, 14° 15′ 41″ O)                                          | Sockelgeschossholländer |        | |
| Fotos hochladen                   | Schwedenmühle         | Anklam (53° 51′ 41″ N, 13° 41′ 18″ O)                                           | Galerieholländer        |        | Umgebaut zu einem Wohnhaus                                                                                |
| weitere Bilder \| Fotos hochladen |                       | Benz (53° 56′ 17″ N, 14° 4′ 15″ O)                                              | Erdholländer            |        | |
| Fotos hochladen                   |                       | Boock (53° 29′ 25″ N, 14° 16′ 8″ O)                                             | Turmholländer           |        | |
| Fotos hochladen                   |                       | Klein Ernsthof, Brünzow (54° 6′ 0″ N, 13° 34′ 40″ O)                            | Erdholländer            |        | |
| Fotos hochladen                   |                       | Fahrenwalde (53° 26′ 31″ N, 14° 3′ 30″ O)                                       | Erdholländer            |        | |
| BW                                |                       | Heinrichswalde (53° 36′ 28″ N, 13° 46′ 52″ O)                                   | Sockelgeschossholländer |        | Umgebaut zu einem Wohnhaus                                                                                |
| Fotos hochladen                   |                       | Greifswald-Eldena (54° 5′ 29″ N, 13° 26′ 36″ O)                                 | Bockwindmühle           |        | |
| Fotos hochladen                   |                       | Kamminke (53° 52′ 24″ N, 14° 12′ 22″ O)                                         | Turmholländer           |        | |
| BW                                |                       | Gristow, Mesekenhagen (54° 10′ 3″ N, 13° 19′ 25″ O)                             | Erdholländer            |        | |
| Fotos hochladen                   |                       | Storkow, Penkun (53° 18′ 27″ N, 14° 17′ 31″ O)                                  | Bockwindmühle           |        | |
| Fotos hochladen                   |                       | Trassenheide (54° 5′ 32″ N, 13° 51′ 11″ O)                                      | Erdholländer            |        | |
| BW                                |                       | Neuenkirchen (54° 6′ 30″ N, 13° 22′ 20″ O)                                      | Erdholländer            |        | |
| BW                                |                       | Ruhleben, Pasewalk, Prenzlauer Chaussee (53° 29′ 22″ N, 13° 58′ 53″ O)          | Turmholländer           |        | |
| weitere Bilder \| Fotos hochladen | Bockwindmühle Pudagla | Pudagla (53° 57′ 39″ N, 14° 3′ 50″ O)                                           | Bockwindmühle           | 1779   | in Betrieb bis 1937, seit 1996 weitgehend erneuert                                                        |
| Fotos hochladen                   |                       | Spantekow (53° 46′ 54″ N, 13° 30′ 50″ O)                                        | Galerieholländer        |        | |
| BW                                |                       | Rehberg, Spantekow (53° 46′ 1″ N, 13° 25′ 12″ O)                                | Sockelgeschossholländer |        | Nicht mehr vorhanden.                                                                                     |
| BW                                | Bergmühle Bansin      | Bansin, Ostseebad Heringsdorf, Bergmühlenweg (53° 57′ 24″ N, 14° 7′ 21″ O)      | Sockelgeschossholländer | 1896   | Ersetzte 1896 eine Bockwindmühle. bis 1950 in Betrieb, zuletzt leerstehend, am 10. April 2009 abgebrannt. |
| BW                                |                       | Ueckermünde (53° 43′ 26″ N, 14° 1′ 57″ O)                                       | Bockwindmühle           |        | Wiederhergestellt                                                                                         |
| BW                                | Schillermühle         | Plöwen (53° 27′ 23″ N, 14° 17′ 27″ O)                                           | Sockelgeschossholländer |        | Umgebaut zu einer motorbetriebenen Mühle                                                                  |
| Fotos hochladen                   | Mühle Lemke           | Wolgast, Am Paschenberg (54° 3′ 8″ N, 13° 46′ 4″ O)                             | Sockelgeschossholländer | 1856   | Technik als Motormühle vollständig erhalten                                                               |
| Fotos hochladen                   | Mühle                 | Wolgast, Greifswalder Straße 12, Ecke Schulstraße (54° 3′ 35″ N, 13° 45′ 59″ O) | Erdholländer            |        | Baudenkmal, zu Wohnhaus umgebaut                                                                          |
| Fotos hochladen                   | Mühle Wendorf         | Wolgast, Mühlentrift (54° 3′ 14″ N, 13° 46′ 6″ O)                               | Turmholländer           | 1880   | Umgebaut zu einem Wohnhaus                                                                                |

## Landkreis Vorpommern-Rügen
Link zu einem Kartenansichtstool, um Koordinaten zu setzen.
| Bild                              | Mühle                 | Lage                                                                             | Typ                     | Erbaut          | Bemerkungen |
| --------------------------------- | --------------------- | -------------------------------------------------------------------------------- | ----------------------- | --------------- | --- |
| Fotos hochladen                   |                       | Bad Sülze (54° 6′ 36″ N, 12° 38′ 52″ O)                                          | Sockelgeschossholländer |                 | |
| BW                                |                       | Born a. Darß (54° 22′ 42″ N, 12° 31′ 6″ O)                                       | Sockelgeschossholländer |                 | |
| weitere Bilder \| Fotos hochladen | Windmühle Wikidata    | Vitte, Insel Hiddensee (54° 34′ 11″ N, 13° 6′ 13″ O)                             | Erdholländer            |                 | |
| Fotos hochladen                   |                       | Trent (54° 31′ 24″ N, 13° 15′ 0″ O)                                              | Sockelgeschossholländer |                 | Umgebaut zu einem Wohnhaus |
| Fotos hochladen                   |                       | Marlow (54° 9′ 30″ N, 12° 33′ 49″ O)                                             | Sockelgeschossholländer |                 | |
| Fotos hochladen                   |                       | Klockenhagen (Freilichtmuseum), Ribnitz-Damgarten (54° 14′ 19″ N, 12° 21′ 18″ O) | Bockwindmühle           | 1795            | Wiederhergestellt, ehemaliger Standort: Groß Ernsthof, bis 1950 in Betrieb |
| Fotos hochladen                   |                       | Sagard (54° 31′ 25″ N, 13° 33′ 53″ O)                                            | Paltrockwindmühle       |                 | 1850 ursprünglich als Bockwindmühle errichtet, erfuhr sie 1900 den Umbau als Paltrockmühle. 1925 wurde sie auf Elektrobetrieb umgerüstet, die Windmühlenflügel wurden gleichzeitig demontiert. Der letzte Müllermeister auf der Mühle hieß Willi Vetterick. 1958 wurde die Mühle stillgelegt, danach verfiel sie zusehends. Im Jahre 1969 kauften schließlich der Grafiker Ludwig Bonitz und der Bildhauer Nobert Blum die marode Mühle, restaurierten sie Stück für Stück und bauten sie zu einem Wohnhaus um. Der Musiker Peter Kschentz lebte nach dem Verbot der DDR-Band „Renft“ einige Jahre hier, wo auch der Titel „Die alte Mühle“ entstand. Einzige erhaltene Paltrockmühle in Mecklenburg-Vorpommern. |
| weitere Bilder \| Fotos hochladen |                       | Steinhagen (54° 13′ 11″ N, 12° 57′ 37″ O)                                        | Erdholländer            |                 | Wiederhergestellt |
| Fotos hochladen                   |                       | Wustrow (54° 21′ 4″ N, 12° 24′ 11″ O)                                            | Sockelgeschossholländer |                 | Umgebaut zu einem Wohnhaus |
| Fotos hochladen                   |                       | Bad Sülze (54° 6′ 27″ N, 12° 39′ 57″ O)                                          | Turmholländer           |                 | |
| weitere Bilder \| Fotos hochladen | Mahnkesche Mühle      | Stralsund (54° 18′ 17″ N, 13° 6′ 7″ O)                                           | Erdholländer            | 18. Jahrhundert | 1958 auf Motorbetrieb umgestellt, bis 1968 in Betrieb, 1980 Teile durch Brand beschädigt, im Mai 2006 abgetragen, nach Wiederaufbau im Stralsunder Tierpark seit Juni 2012 wieder zu besichtigen |
| Fotos hochladen                   | Schrotmühle Altensien | Altensien, Sellin (54° 22′ 6″ N, 13° 40′ 16″ O)                                  | Bockwindmühle           |                 | |
| weitere Bilder \| Fotos hochladen |                       | Wieck, Johann-Segebarth-Weg 1 (54° 24′ 30″ N, 12° 35′ 1″ O)                      | Erdholländer            |                 | Umgebaut zu einem Wohnhaus |